# Хамптон Бич (Њу Хемпшир)
Хамптон Бич (енгл. Hampton Beach) насељено је место без административног статуса у америчкој савезној држави Њу Хемпшир.

## Демографија
По попису из 2010. године број становника је 2.275.
| Група             | 2000.    | 2010.         |
| Белци             | 0 (0,0%) | 2.160 (94,9%) |
| Афроамериканци    | 0 (0,0%) | 10 (0,4%)     |
| Азијати           | 0 (0,0%) | 17 (0,7%)     |
| Хиспаноамериканци | 0 (0,0%) | 36 (1,6%)     |
| Укупно            | 0        | 2.275         |